# هيلين غلاس
هيلين غلاس هي ممرضة كندية، ولدت في 24 أكتوبر 1917، وتوفيت في 14 فبراير 2015.